# Макаров Остап Олегович
Остап Олегович Макаров (1995—2023) — солдат Збройних сил України, учасник російсько-української війни. Герой України (2025, посмертно).

## Життєпис
Народився 5 травня 1995 року в Києві. Навчався у Київській державній академії декоративно-прикладного мистецтва і дизайну імені Михайла Бойчука.
В 2014 році брав участь у Революції Гідності, там отримав контузію внаслідок розриву шумової гранати. 
З початком повномасштабного вторгнення став до лав ТрО. Згодом приєднався до 47 ОМБр. 
Загинув 9 червня 2023 року намагаючись врятувати пораненого побратима на псевдо «Француз».

## Нагороди
Звання Герой України з удостоєнням ордена «Золота Зірка» (21 лютого 2025, посмертно) — за особисту мужність і героїзм, виявлені у захисті державного суверенітету та територіальної цілісності України, самовіддане служіння Українському народові.

## Вшанування
В селищі Таїрове створений мурал пам'яті загиблого Остапа Макарова.